# Johann Heinrich Schwicker

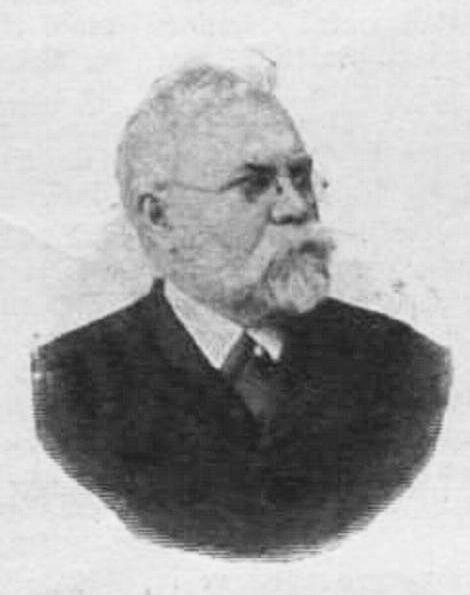
J. H. Schwicker

Johann Heinrich Schwicker (ungarisch János Henrik Schwicker; * 28. April 1839 in Neubeschenowa, rumänisch Dudeștii Noi, Kaisertum Österreich; † 7. Juli 1902 in Budapest, Königreich Ungarn) war ein deutsch-ungarischer Lehrer, Historiker und Politiker.

## Leben
Schwicker wurde schon früh Waise und musste selbst seinen Lebensunterhalt bestreiten. Daher ließ er sich schon mit 15 Jahren (ab 1854) an der die Lehrerbildungsanstalt in Werschetz (Vršac) ausbilden. Ein Jahr später arbeitete er als "Supplent" (Hilfslehrer) an der dortigen Hauptschule, machte 1856 sein Examen und begann seinen Dienst an der Volksschule in Tschakowa (Ciacova). Von 1857 bis 1861 unterrichtete er an der Volksschule in Großbecskerek, wobei er sich nebenher am Piaristengymnasium weiterbildete. Von 1861 bis 1865 studierte er an der Universität Pest die Fächer Deutsche Sprache und Literatur, Geographie und Geschichte. Da er sich stets als Lobbyist der deutschsprachigen Lehrer in Ungarn verstand, gründete er 1868 gemeinsam mit Josef Rill (1839–1909) die Zeitschrift Ungarischer Schulbote, die bis 1887 bestand.
Im Jahr 1869 wurde er Direktor des Zentrallehrerseminars in Ofen, 1871 Professor am Obergymnasium und 1873 am Josephs-Polytechnikum in Pest. Als Schwicker 1887 in Schäßburg zum Mitglied des Ungarischen Reichstags gewählt wurde, legte er seine Professur nieder. Er blieb bis zu seinem Tod 1902 Parlamentarier.
Schwicker wurde von den ungarischen Nationalliberalen häufig kritisiert, weil er einen konservativen Standpunkt einnahm und sich dem Haus Habsburg und der katholischen Kirche verpflichtet fühlte. Als Vertreter der Siebenbürger Sachsen gründete er 1884 in Budapest die Zwanglose Vereinigung von Literatur- und Kunstfreunden, eine ausschließlich Deutsch sprechende Gesellschaft, die sich der Vermittlung der deutschen Kultur in Ungarn widmete. Seine Geschichtswerke galten schon zu seinen Lebzeiten als wenig originell, dagegen überzeugte er mit bahnbrechenden Arbeiten über Die Deutschen in Ungarn und Siebenbürgen (Teschen 1881) und Die Zigeuner in Ungarn und Siebenbürgen (Teschen 1882).

## Publikationen
- Geschichte des Temeser Banats (Pest 1861).
- Die letzten Regierungsjahre der Kaiserin-Königin Maria Theresia (Wien 1871–1872).
- Statistik des Königreichs Ungarn (Stuttgart 1877).
- Die ungarischen Gymnasien (Pest 1881).
- Die Deutschen in Ungarn und Siebenbürgen (Teschen 1881).
- Politische Geschichte der Serben in Ungarn (Pest 1880).
- Die Zigeuner in Ungarn und Siebenbürgen (Teschen 1882).
- Geschichte der österreichischen Militärgrenze (1883).
- Das Königreich Ungarn (Wien 1886).
- Péter Pázmány, Erzbischof und Primas von Ungarn und seine Zeit. (Köln 1888).
- Geschichte der ungarischen Litteratur (Gera 1896).